# 6mm Remington
El 6mm Remington es un cartucho para rifle de fuego central introducido en 1955 por Remington Arms Company, inicialmente como el .244 Remington.
Fue desarrollado del casquillo del .257 Roberts, al que se le modificó el diámetro del cuello para que este aloje a un proyectil de 6mm (.244 pulgadas), con el objetivo de ser usado para el doble propósito como cartucho de caza menor y para la caza de cérvidos de tamaño medio. 
En un inicio el .244 Remington se recamaró en rifles con cañones de ratio de giro lento, que ofrecían una aplicación excepcional para la caza de animales menores al estabilizar proyectiles ligeros para el calibre, ofreciendo una ventaja balística con respecto a su competidor directo, el .243 Winchester, a pesar de no haber logrado alcanzar la popularidad de este.  

## Historia

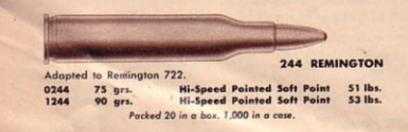

A inicios de los años 50, se experimentó mucho con balas de 6mm de diámetro como una opción de doble propósito para efectos cinegéticos. Los casquillos más usados para el desarrollo de estos nuevos cartuchos fueron el .257 Roberts, el .308 Winchester y el 7x57mm Mauser.
Mike Walker, quien previamente diseñó el Remington Modelo 722, desarrolló también el nuevo.244 Remington, para ser usado en el mismo rifle con un cañón de ratio de giro de 1:12, del cual se disparaban balas de 75 granos para alimañas y de 90 granos para animales medianos como el venado de cola blanca y el berrendo.[3][4][5]
Remington determinó que una bala calibre .244 de punta blanda de caza con un peso de 90 granos sería adecuado para la caza mayor de animales de tamaño mediano. Para estabilizar la bala de 90 granos, Remington seleccionó un en giro de 1 en 12 pulgadas. Por seleccionar el giro más lento posible y así evitar un giro excesivo del proyectil, permitiéndole también ser aplicado para la caza menor de alimañas.
Los conceptos públicos de la balística en la década de los 1950s no se alineaba a los conceptos de Remington que en 1958 se vio obligado a aumentar el ratio de giro de sus rifles 722 a 1 en 9 pulgadas, excesivos para estabilizar proyectiles de 90 granos. Sin embargo, siguió vendiendo munición comercial de 75 y 90 granos.
Remington empezó a recamarar otros modelos en.244 Remington, incluyendo el Modelo 740, Modelo 742, Modelo 760 y finalmente el Modelo 725. Para 1962 debido a la caída en las ventas, Remington dejó de producir rifles en .244 Rem.
En 1963,  Remington lanzó el famoso Modelo 700 incluyendo el .244 Rem, pero esta vez rebautizado como el 6mm Remington, y continuando con el ratio de giro de 1 en 9 pulgadas. Remington también ofreció la opción del 6mm Rem con pesos de 100 granos Core Lokt y siguió produciendo munición de 75 y 90 granos. 

## Performance
| Año  | #    | Munición                  | Grano | Bala               | Morro FPS |
| ---- | ---- | ------------------------- | ----- | ------------------ | --------- |
| 1955 | 0244 | 244 Remington Hi-Velocity | 75    | Pointed Soft Point | 3500      |
| 1955 | 1244 | 244 Remington Hi-Velocity | 90    | Pointed Soft Point | 3200      |
| 1963 | 1066 | 6mm Remington Hi-Velocity | 100   | Core Lokt          | 3190      |

### Comparación
El 6mm Remington es inevitablemente un competidor directo del 243 Winchester y ambos fueron desarrollados para el mismo propósito. Para 1963 Remington producía ambos cartuchos que usan casquillos, fulminantes, pólvora y balas similares lo que permitía obtener data de un mismo productor usando balas del mismo peso. La siguiente tabla recuenta la data publicada por Remington en 1963:
| Cartucho | Aplicación | Núm. | Grano | Bala           | Velocidad - Pies Por Segundo | Velocidad - Pies Por Segundo | Velocidad - Pies Por Segundo | Velocidad - Pies Por Segundo | Energía - Libras de Pies | Energía - Libras de Pies | Energía - Libras de Pies | Energía - Libras de Pies |
| Cartucho | Aplicación | Núm. | Grano | Bala           | Morro                        | 100                          | 200                          | 300                          | Morro                    | 100                      | 200                      | 300                      |
| 244 Rem  | Caza Menor | 0244 | 75    | Rem Soft Point | 3,500                        | 3,070                        | 2,660                        | 2,290                        | 2,040                    | 1,570                    | 1,180                    | 875                      |
| 243 Win  | Caza Menor | 0243 | 80    | Rem Soft Point | 3,500                        | 3,080                        | 2,720                        | 2,410                        | 2,180                    | 1,690                    | 1,320                    | 1,030                    |
| 244 Rem  | Caza Mayor | 1244 | 90    | Rem Soft Point | 3,200                        | 2,850                        | 2,530                        | 2,230                        | 2,050                    | 1,630                    | 1,280                    | 995                      |
| 6mm Rem  | Caza Mayor | 1066 | 100   | Core Lokt      | 3,190                        | 2,920                        | 2,660                        | 2,420                        | 2,260                    | 1,890                    | 1,570                    | 1,300                    |
| 243 Win  | Caza Mayor | 1243 | 100   | Core Lokt      | 3,070                        | 2,790                        | 2,540                        | 2,320                        | 2,090                    | 1,730                    | 1,430                    | 1,190                    |

Tabla comparativa de trayectorias del .243 Winchester y el 6mm Remington utilizando la misma bala de 100 granos:

## Aceptación en el mercado

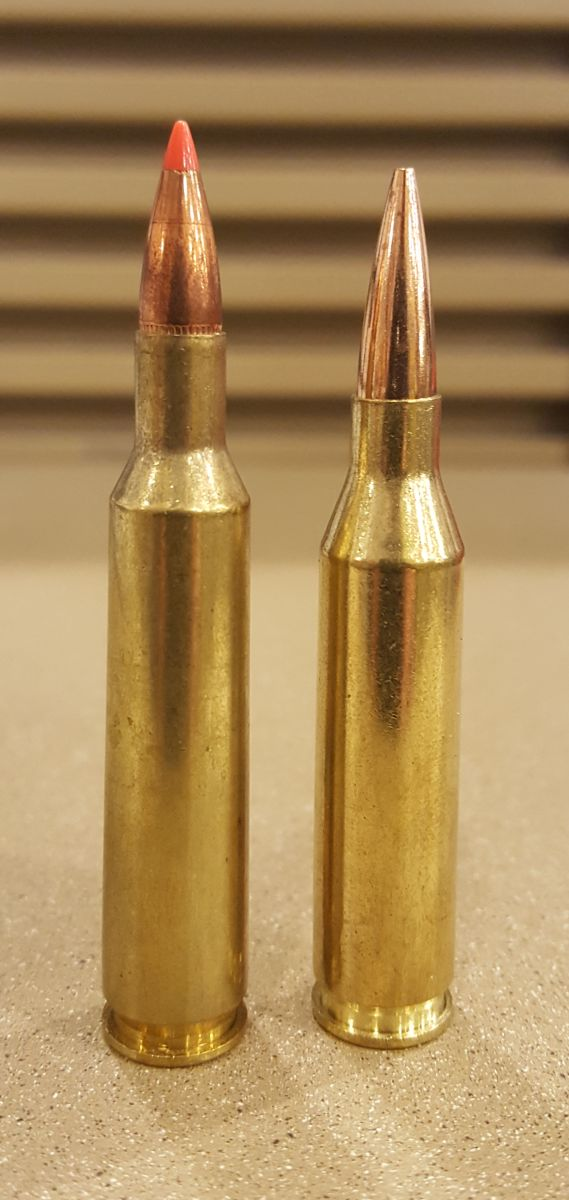
de izquierda a derecha: 6mm Remington, .243 Winchester

El .244 Remington no gozó del marketing adecuado para su época, mientras que Winchester, al haber introducido 3 años antes el .243 Win con las mismas características y con opciones de 80 y 100 granos para su Modelo 70 con un ratio de giro de 1 en 10 pulgadas para estabilizar una bala ligeramente más pesada.[1]

### Cartucho de caza mayor y alimañero
En la década de los 50, Remington enfocó el marketing del .222 Remington como cartucho para caza menor y alimañas, pero no el .244 Remington. Incluso desde la década de los 90, Remington ha promocionado el 6mm Remington para los mismos propósitos